# Miquel Fons Massieu
Miquel Fons Massieu (1875, Las Palmas de Gran Canaria - 1954, Palma) fou un advocat de l'estat i governador civil de les Illes Balears.
Fill de Domingo Fons i Salvà, mallorquí de Palma i fiscal de l'Audiència Territorial, i d'Araceli María de las Nieves Massieu de las Casas nascuda a Santa Cruz de la Palma, naixé a Las Palmas de Gran Canaria el 1875. El 1908 fou destinat a la delegació d'Hisenda de Palma i en fou cap de l'Advocacia de l'Estat entre 1913 i 1937. Aquest any fou nomenat governador civil de les Illes Balears en substitució del militar Mateu Torres Bestard. Durant el seu govern (1937-1939) s'aturaren les execucions il·legals de republicans i possibilità la construcció de l'Hospital de Malalties del Tòrax Joan March. De 1939 a 1945, any en què es retirà, fou delegat d'Hisenda i participà en la construcció del nou edifici que ocupa aquesta dependència.